# Nipponaphis monzeni
Nipponaphis monzeni är en insektsart. Nipponaphis monzeni ingår i släktet Nipponaphis och familjen långrörsbladlöss. Inga underarter finns listade i Catalogue of Life.